# Journal du Geek
Pour les articles homonymes, voir JDG.
Le Journal du Geek ou JDG, anciennement Geek Inside, est un site web, de type webzine qui traite des nouvelles technologies.

## Histoire
Le site est mis en ligne en 2004 par un blogueur nommé Anh Phan (chroniqueur sur Game One pour la catégorie High-tech) qui souhaitait partager sa passion avec les autres. 
Le Journal du geek est composé d'autres sites comme Le Journal du gamer, qui forment le JDG Network.
Chaque année, le site organise un salon au Carreau du Temple à Paris : La Geek's Live.
En 2021, le site a été racheté par la société Keleops à la société Just Digital Group Media. 

## Caractéristiques
Il s'agit d'un site media traitant de l'actualité « geek » : technologies, jeux vidéo, pop culture, sciences, etc.